# Landesjugendchor Sachsen-Anhalt
Der Landesjugendchor Sachsen-Anhalt wurde im Jahr 1994 gegründet, um begabten jugendlichen Sängern und Sängerinnen aus Sachsen-Anhalt die Möglichkeit zu geben, in Projekten anspruchsvolle Chorwerke kennenzulernen. Er steht unter der Trägerschaft des Landesmusikrats Sachsen-Anhalt und wird vom Land gefördert.
Der Chor stand von 1994 bis 2001 unter Leitung von Friedrich Krell und wurde von 2001 bis 2021 vom Kirchenmusikdirektor und ehemaligen Rektor der hallischen Kirchenmusikhochschule, Wolfgang Kupke, geleitet. 2021 übernahm Berit Walther die Chorleitung.
Pro Jahr gibt es zwei reguläre Arbeitsphasen, in denen sich die Chormitglieder eine Woche lang intensiv mit diverser Chorliteratur vertraut machen.
2004 und 2009 wurden in Kooperation mit dem Landesjugendchor Niedersachsen Oratorien von  Händel in Göttingen im Rahmen der internationalen Händel-Festspiele Göttingen und Halle im Rahmen der Händel-Festspiele Halle zu Gehör gebracht.
Besonderer Höhepunkt sind die zur Weihnachtszeit seit 1995 stattfindenden Konzerte in Brüssel, Belgien, darunter die Aufführung von Bachs Weihnachtsoratorium 2004 in der Brüsseler Kathedrale.